# Большое Жирово
Большо́е Жи́рово — село в Фатежском районе Курской области. Административный центр Большежировского сельсовета.

## География
Село расположено в 16 км к юго-востоку от Фатежа и в 23 км к северо-западу от Курска на автодороге федерального значения М2 «Крым». Высота населённого пункта над уровнем моря — 244 м. Рядом с селом находится наивысшая точка Фатежско-Льговской гряды, высота которой составляет 266 м над уровнем моря.
Климат
Большое Жирово, как и весь район, расположено в поясе умеренно континентального климата с тёплым летом и относительно тёплой зимой (Dfb в классификации Кёппена).
| Показатель                                                                     | Янв. | Фев. | Март | Апр. | Май  | Июнь | Июль | Авг. | Сен. | Окт. | Нояб. | Дек. | Год  |
| ------------------------------------------------------------------------------ | ---- | ---- | ---- | ---- | ---- | ---- | ---- | ---- | ---- | ---- | ----- | ---- | ---- |
| Средний суточный максимум, °C                                                  | −4,5 | −3,6 | 2,1  | 12,5 | 18,9 | 22,2 | 24,9 | 24,1 | 17,7 | 10,1 | 3     | −1,5 | 10,5 |
| Средняя температура, °C                                                        | −6,5 | −6,1 | −1,4 | 7,7  | 14,3 | 17,9 | 20,5 | 19,6 | 13,6 | 6,9  | 0,8   | −3,4 | 7,0  |
| Средний суточный минимум, °C                                                   | −9   | −9,1 | −5,4 | 2,3  | 8,7  | 12,6 | 15,5 | 14,5 | 9,4  | 3,6  | −1,5  | −5,6 | 3,0  |
| Норма осадков, мм                                                              | 52   | 45   | 47   | 51   | 62   | 74   | 76   | 57   | 61   | 60   | 48    | 50   | 683  |
| Источник: Погода по месяцам c ru.climate-data.org(дата обращения: Ноябрь 2021) |      |      |      |      |      |      |      |      |      |      |       |      |      |

Часовой пояс
Село Большое Жирово, как и вся Курская область, находится в часовой зоне МСК (московское время). Смещение применяемого времени относительно UTC составляет +3:00.

## История
Первое письменное упоминание о населённом пункте относится к 1615 году. В тот год курский помещик Аким Иванович Чернышев году получил ввозную грамоту на поместье в Усожском стану Курского уезда 150 четвертей в деревне Жирове на колодезе Демине, по которой крестьяне должны были «его слушать и пашню на него пахать». В 1623 году Жирово упоминается уже как достаточно крупное село. В то время здесь располагалась «сторожа» — воинский разъезд, охранявший южные рубежи страны.
В 1782 году Жирово вошло в веденье Фатежской округи Курского наместничества. В то время в селе проживали 482 крестьянина-однодворца мужского пола и около двух сотен помещичьих крестьян. В Большом Жирово находились владения помещиков Лукьянчиковых, Бантыш, Семеновых, Чучковых, Шевелевых. В течение XIX и начала XX века село входило в состав Большежировской волости Фатежского уезда и непродолжительное время в состав Сдобниковской волости.
Во время Великой Отечественной войны, с 28 октября 1941 года по февраль 1943 года, село находилось в зоне немецко-фашистской оккупации.

## Население
| 2002 | 2010 |
| ---- | ---- |
| 513  | ↗542 |

Занимает четвёртое место в районе, уступая только городу Фатеж (4592) и сёлам Верхний Любаж (1674) и Хмелевое (548).

## Образование
В селе действует Большежировская средняя общеобразовательная школа. Каменное здание школы было построено в 1901 году и предназначалось для волостного управления. После Октябрьской революции на первом этаже здания помещалась кооперация. На втором этаже был волисполком. В 1923 году здесь открылась начальная школа. В селе 189 домов.

## Транспорт
Большое Жирово находится при автодорогe федерального значения М2 «Крым» (Москва — Тула — Орёл — Курск — Белгород — граница с Украиной) как часть европейского маршрута E105, в 17 км от автодороги регионального значения 38К-038 (Фатеж — Дмитриев), на автодорогe межмуниципального значения 38Н-819 (Большое Жирово — Скрипеевка — Кутасовка), в 25 км от ближайшего ж/д остановочного пункта 521 км (линия Орёл — Курск).
В 151 км от аэропорта имени В. Г. Шухова (недалеко от Белгорода).

## Персоналии
- Лукьянчиков, Леонид Васильевич (1924—2006) — участник Великой Отечественной войны, Герой Советского Союза (1945).
- Гнездилов, Фёдор Семёнович (1912—?) — советский военачальник, генерал-майор авиации, участник Великой Отечественной войны.
- Чаплыгин, Алексей Михайлович (1936—2016) — водитель автомобиля технологического транспорта Михайловского ГОКа. Герой Социалистического Труда.